# Skarvet Nunatak
Skarvet Nunatak är en nunatak i Antarktis. Den ligger i Östantarktis. Australien gör anspråk på området. Toppen på Skarvet Nunatak är 1 300 meter över havet.
Terrängen runt Skarvet Nunatak är kuperad söderut, men norrut är den platt. Trakten är obefolkad. Det finns inga samhällen i närheten. 